# Peräjärvi (Karesuando socken, Lappland)
Peräjärvi är en sjö i Kiruna kommun i Lappland och ingår i Torneälvens huvudavrinningsområde. Sjön har en area på 0,0357 kvadratkilometer och ligger 354,6 meter över havet.

## Delavrinningsområde
Peräjärvi ingår i det delavrinningsområde (758443-178814) som SMHI kallar för Utloppet av Suijajärvi. Medelhöjden är 357 meter över havet och ytan är 4,44 kvadratkilometer. Det finns inga avrinningsområden uppströms utan avrinningsområdet är högsta punkten. Suijajoki som avvattnar avrinningsområdet har biflödesordning 4, vilket innebär att vattnet flödar genom totalt 4 vattendrag innan det når havet efter 405 kilometer. Avrinningsområdet består mestadels av skog (59 procent) och sankmarker (13 procent). Avrinningsområdet har 0,9 kvadratkilometer vattenytor vilket ger det en sjöprocent på 20,2 procent.